# Artesanía en piel

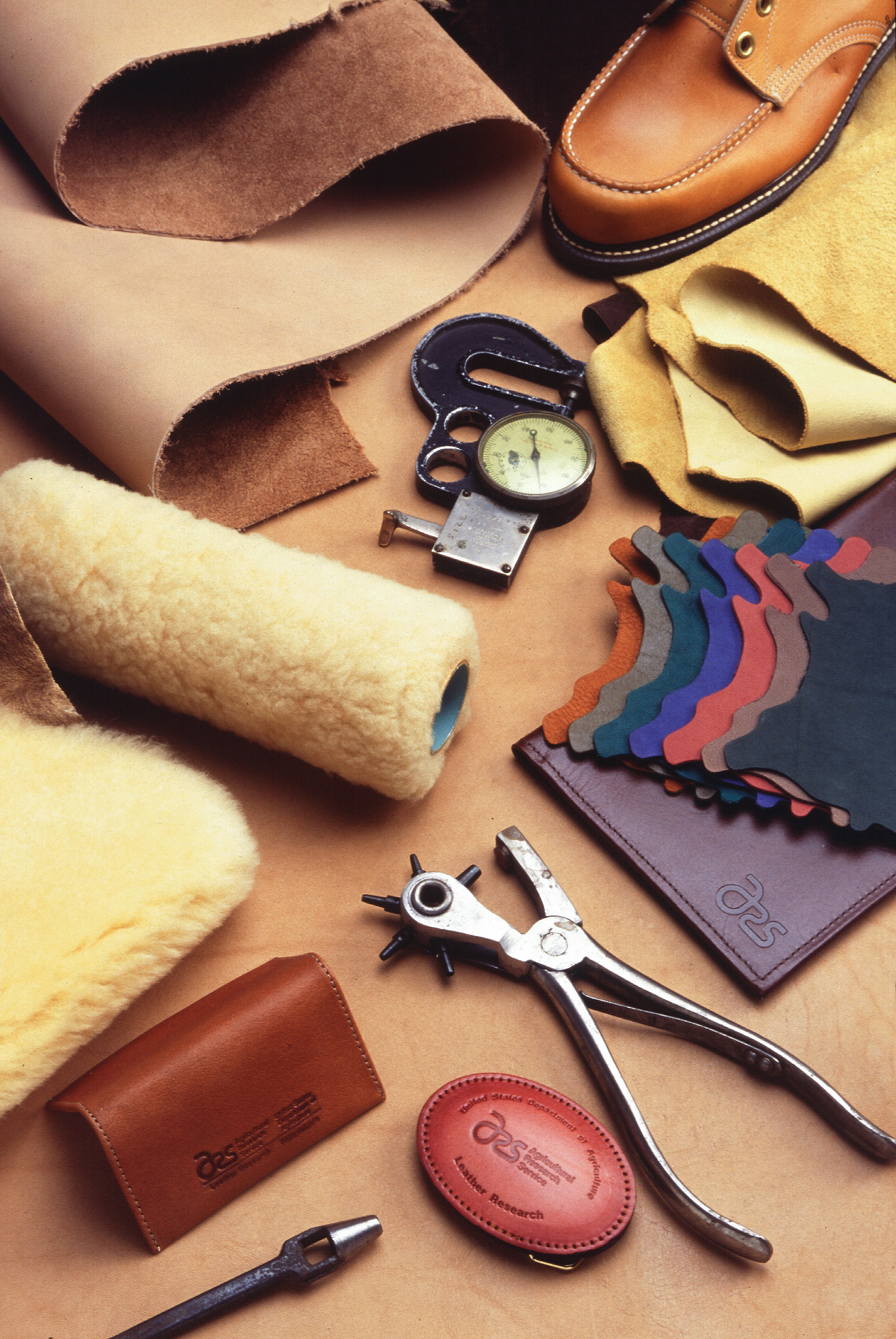
Herramientas modernas para trabajar la piel.

La artesanía en piel ha acompañado al hombre desde sus propios inicios como una manufactura de primera necesidad. Con esta materia fabricaron sus primeros vestidos, zapatos, envases, mantas, casas y hasta pequeñas embarcaciones.
Hace más de 3000 años, la piel era un mercado próspero en Egipto, Grecia y toda Europa, el cuero como materia prima era utilizable en casi todos los sectores de la vida diaria, desde los petos de los soldados y escudos hasta carruajes, muebles y toda una infinidad de artículos de lujo. América llega con la conquista de los españoles, traída sobre todo por misioneros, qué se asentaron en nuevo México y Texas, uniéndose al trabajo ya existente de los aborígenes de la zona.
En la época de las colonias, los artesanos desarrollan un estilo que aún se ve en nuestros días, en quitrines, arreos, burós, muebles, y monturas.
El término guadamecil designa el cuero pintado o labrado artísticamente. Desde el siglo VIII establecieron los árabes la industria de los guadameciles en España, principalmente en Córdoba cuyas producciones gozaron de fama europea desde el siglo XI.

## Artesanía en piel de Cuba
A partir de la década de los 70 comenzó a hacerse un trabajo muy diferente, debido a la escasez de productos y de materia prima de buena calidad siendo este artesano culturalmente más preparado, marcó una nueva etapa dentro de la artesanía en Cuba, creando un sello propio con respecto a la América Latina.